# Термінал ЗПГ Барселона
Термінал ЗПГ Барселона — інфраструктурний об'єкт для прийому та регазифікації зрідженого природного газу в Іспанії, перший в країні за часом створення. Розташований на північно-східному узбережжі, в автономній області Каталонія.
Введений в дію у 1969 році. Первісно мав лише 2 резервуари обсягом зберігання по 40000 м3. Під час модернізації у 1976 та 1981 роках додали резервуари об'ємом по 80000 м3. Проте найбільш масштабно потужність терміналу почали нарощувати в середині 2000-х років, коли з 2005 по 2011-й спорудили чотири сховища ємністю по 150000 м3 кожне, що, зокрема, дозволило в кінці 2013-го демобілізувати два найстаріші резервуари. Після проведених модернізацій добова потужність з видачі регазифікованої продукції споживачам складає 47 млн.м3.
Портове господарство терміналу може приймати газові танкери вантажоємністю від 30000 м3 до 266000 м3.
Отриманий через термінал ресурс спрямовується або спрямовувався на живлення ТЕС Базос, ТЕС Сант-Адріа-да-Базос, ТЕС Пуерто-де-Барселона, а також до трубопроводу Барселона – Тівісса – Валенсія. 
Крім подачі регазифікованої продукції до газотранспортної мережі можливий також відпуск ЗПГ у автоцистернах (до 50 одиниць на добу). В 2016 році власник терміналу разом з портом Барселони оголосили про наміри розвивати різні форми перевалки та використання ЗПГ. Так, планувались: модернізація причалу, що надасть можливість завантаження малих газовозів та барж; створення бункеровочних барж; виробництво електроенергії для подачі її на судна під час стоянки; розробка проекту буксирів з двигунами на зрідженому природному газі.